# イングリッド・シャヴェイズ
イングリド・フリア・チャベス （Ingrid Julia Chavez,1965年 - ）は、ニューメキシコ州アルバカーキ生まれのアメリカの歌手・詩人・作曲家・写真家。メキシコ系。
1986年にミネアポリスへ移り、コーヒーショップで働きながら、多くのバンドのオーディションを受けた。この時に出会ったのがプリンスである。
プリンスは彼女のデモテープを気に入り、イングリッドは1987年から彼と活動することになった。1988年の彼のアルバム『Lovesexy』に収められた「The Spirit Child」で知られるようになった。1990年には、彼の映画「グラフィティ・ブリッジ」にも出演した。
1989年には、エレクトロ・ミュージシャンのRichard Werbowenkoと共作した。
1991年、初めてのソロアルバム『イングリッド・シャヴェイズ』をワーナーからリリース。囁くようなスポークン・ワードが印象的な作品である。
1990年にヒットした、マドンナの「ジャスティファイ・マイ・ラブ」をレニー・クラヴィッツと共作したが、イングリッドの名前がクレジットされなかったため裁判を起こした（当時レニーと恋仲だった彼女が、彼にあてたラブレターをもとに詩をつくっていた）。
1991年、坂本龍一のアルバム『ハートビート』に参加。「Tainai KaiKi」や「Cloud #9」で、歌声を披露。、この作品での共演をきっかけに、1992年デヴィッド・シルヴィアンと結婚。
1990年代半ばから、イングリッドはデヴィッドやWerbowenkoと活動し、デモテープをレコードレーベルや友人に送っていたが、採用に至らなかった。
イングリッドには、1984年アトランタ在住時に生んだ長男と、デヴィッドとの間に生まれた2女があるが、2005年二人は離婚を公表した。